# Молодіжний чемпіонат світу з футболу 2023
Чемпіонат світу з футболу серед молодіжних команд 2023 — 23-й розіграш молодіжного чемпіонату світу з футболу, що проходив в Аргентині з 20 травня до 11 червня 2023 року. Участь у змаганні брали 24 молодіжні збірні.
Спочатку турнір планувалося провести в Індонезії в 2021 році, і це був би перший турнір ФІФА, який приймала ця країна. Але пандемія COVID-19 змусила ФІФА скасувати турнір, а 24 грудня 2020 року асоціація надала країні право на проведення турніру у 2023 році. Однак Індонезію позбавили цих прав 29 березня 2023 року через протести проти участі Ізраїлю. 17 квітня 2023 року ФІФА офіційно оголосила Аргентину новим господарем турніру замість Індонезії.

## Вибір господаря
У 2019 році було подано п'ять заявок на проведення турніру 2021 року, і 24 жовтня 2019 року Індонезія була оголошена переможцем. У грудні 2020 року подію 2021 року було відкладено до 2023 року, а Індонезія залишилася господарем.
Однак Індонезію позбавили прав на розміщення 29 березня 2023 року на тлі протестів проти участі Ізраїлю. Перу, Аргентина та Катар підтвердили зацікавленість у проведенні турніру. 30 березня Аргентина стала єдиною країною, яка подала офіційну заявку.
17 квітня 2023 року на пресконференції, яку спільно провели міністр економіки Серхіо Масса, міністр туризму та спорту Матіас Ламменс і президент Аргентинської футбольної асоціації (AFA) Клаудіо Тапіа, було оголошено, що Аргентина прийматиме турнір, а потім незабаром після цього ФІФА підтвердила, що Аргентина стане новим господарем. Таким чином, Аргентина стане другою країною, яка вдруге прийме молодіжний чемпіонат світу (до цього приймала його в 2001 році). Першою країною, яка приймала його двічі (1981 та 1993), була Австралія.

## Учасники
Всього до фінального турніру вийшли 24 команди. Команди кваліфікувалися з шести континентальних змагань.
На змаганнях дебютують Домініканська Республіка та Ізраїль; це перша в історії кваліфікація Домініканської Республіки на турнір ФІФА. Після того, як Ізраїль кваліфікувався на чемпіонат світу з футболу 1970 року через азійську кваліфікацію, це буде перший турнір ФІФА, на який Ізраїль кваліфікувався як європейський представник.
Аргентина кваліфікувалася на турнір як країна-господар замість Індонезії, хоча спочатку вона не змогла пройти кваліфікацію на молодіжний чемпіонат Південної Америки 2023 року.
| Конфедерація                                                | Кваліфікаційний турнір                                | Команда                  | Участь (разів) | Остання участь | Останній найкращий результат                                   |
| ----------------------------------------------------------- | ----------------------------------------------------- | ------------------------ | -------------- | -------------- | -------------------------------------------------------------- |
| АФК(Азія)                                                   | Молодіжний кубок Азії АФК 2023                        | Ірак                     | 5              | 2013           | Четверте місце (2013)                                          |
| АФК(Азія)                                                   | Молодіжний кубок Азії АФК 2023                        | Японія                   | 11             | 2019           | Друге місце (1999)                                             |
| АФК(Азія)                                                   | Молодіжний кубок Азії АФК 2023                        | Південна Корея           | 16             | 2019           | Друге місце (2019)                                             |
| АФК(Азія)                                                   | Молодіжний кубок Азії АФК 2023                        | Узбекистан               | 5              | 2015           | Чвертьфінал (2013, 2015)                                       |
| КАФ(Африка)                                                 | Молодіжний кубок африканських націй 2023              | Гамбія                   | 2              | 2007           | 1/8 фіналу (2007)                                              |
| КАФ(Африка)                                                 | Молодіжний кубок африканських націй 2023              | Нігерія                  | 13             | 2019           | Друге місце (1989, 2005)                                       |
| КАФ(Африка)                                                 | Молодіжний кубок африканських націй 2023              | Сенегал                  | 4              | 2019           | Четверте місце (2015)                                          |
| КАФ(Африка)                                                 | Молодіжний кубок африканських націй 2023              | Туніс                    | 3              | 1985           | Груповий етап (1977, 1985)                                     |
| КОНКАКАФ(Центральна, Північна Америка та Карибський басейн) | Молодіжний чемпіонат КОНКАКАФ з футболу 2022          | Домініканська Республіка | 1              | Дебют          | Дебют                                                          |
| КОНКАКАФ(Центральна, Північна Америка та Карибський басейн) | Молодіжний чемпіонат КОНКАКАФ з футболу 2022          | Гватемала                | 2              | 2011           | 1/8 фіналу (2011)                                              |
| КОНКАКАФ(Центральна, Північна Америка та Карибський басейн) | Молодіжний чемпіонат КОНКАКАФ з футболу 2022          | Гондурас                 | 9              | 2019           | Груповий етап (1977, 1995, 1999, 2005, 2009, 2015, 2017, 2019) |
| КОНКАКАФ(Центральна, Північна Америка та Карибський басейн) | Молодіжний чемпіонат КОНКАКАФ з футболу 2022          | США                      | 17             | 2019           | Четверте місце (1989)                                          |
| КОНМЕБОЛ(Південна Америка)                                  | Господар                                              | Аргентина                | 17             | 2019           | Чемпіони (1979, 1995, 1997, 2001, 2005, 2007)                  |
| КОНМЕБОЛ(Південна Америка)                                  | Молодіжний чемпіонат Південної Америки з футболу 2023 | Бразилія                 | 19             | 2015           | Чемпіони (1983, 1985, 1993, 2003, 2011)                        |
| КОНМЕБОЛ(Південна Америка)                                  | Молодіжний чемпіонат Південної Америки з футболу 2023 | Колумбія                 | 11             | 2019           | Третє місце (2003)                                             |
| КОНМЕБОЛ(Південна Америка)                                  | Молодіжний чемпіонат Південної Америки з футболу 2023 | Еквадор                  | 5              | 2019           | Третє місце (2019)                                             |
| КОНМЕБОЛ(Південна Америка)                                  | Молодіжний чемпіонат Південної Америки з футболу 2023 | Уругвай                  | 16             | 2019           | Друге місце (1997, 2013)                                       |
| ОФК(Океанія)                                                | Молодіжний чемпіонат ОФК 2022                         | Фіджі                    | 2              | 2015           | Груповий етап (2015)                                           |
| ОФК(Океанія)                                                | Молодіжний чемпіонат ОФК 2022                         | Нова Зеландія            | 7              | 2019           | 1/8 фіналу (2015, 2017, 2019)                                  |
| УЄФА(Європа)                                                | Юнацький чемпіонат Європи з футболу (U-19) 2022       | Англія                   | 12             | 2017           | Чемпіони (2017)                                                |
| УЄФА(Європа)                                                | Юнацький чемпіонат Європи з футболу (U-19) 2022       | Франція                  | 8              | 2019           | Чемпіони (2013)                                                |
| УЄФА(Європа)                                                | Юнацький чемпіонат Європи з футболу (U-19) 2022       | Ізраїль                  | 1              | Дебют          | Дебют                                                          |
| УЄФА(Європа)                                                | Юнацький чемпіонат Європи з футболу (U-19) 2022       | Італія                   | 8              | 2019           | Третє місце (2017)                                             |
| УЄФА(Європа)                                                | Юнацький чемпіонат Європи з футболу (U-19) 2022       | Словаччина               | 2              | 2003           | 1/8 фіналу (2003)                                              |

## Арени
Ла-Плата, Мендоса, Сан-Хуан і Сантьяго-дель-Естеро — це чотири міста, які прийматимуть змагання.
| Ла-Плата                                                                                            | Сантьяго дель Естеро            | Мендоса                     | Сан-Хуан                          |
| --------------------------------------------------------------------------------------------------- | ------------------------------- | --------------------------- | --------------------------------- |
| Естадіо Уніко Дієго Армандо Марадона                                                                | Естадіо Уніко Мадре де Сьюдадес | Естадіо Мальвінас Аргентина | Стадіо Сан Хуан дель Бісентенаріо |
| Місткість: 53 тис.                                                                                  | Місткість: 30 тис.              | Місткість: 42 тис.          | Місткість: 25 286                 |
| |                                 |                             |                                   |
| Ла-Плата Сантьяго дель Естеро Мендоса Сан-ХуанМолодіжний чемпіонат світу з футболу 2023 (Аргентина) |                                 |                             |                                   |

## Жеребкування
Жеребкування відбулося о 16:00 за центральноєвропейським часом 21 квітня 2023 року в штаб-квартирі ФІФА в Цюріху, Швейцарія. Двадцять чотири команди були розбиті на шість груп по чотири команди, причому господарі автоматично потрапили на перше місце в групі А, а решта команд були розсіяні у відповідні місця на основі результатів за останні п'ять молодіжних Чемпіонатів світу ФІФА (останні турніри мають більшу вагу) у такий спосіб:
- Молодіжний чемпіонат світу з футболу 2011: 20 % загальної суми балів;
- Молодіжний чемпіонат світу з футболу 2013: 40 % загальної суми балів;
- Молодіжний чемпіонат світу з футболу 2015: 60 % загальної суми балів;
- Молодіжний чемпіонат світу з футболу 2017: 80 % загальної суми балів;
- Молодіжний чемпіонат світу з футболу 2019: 100 % значення загальної кількості очок.

Крім того, кожному з 6 континентальних чемпіонів із кваліфікаційних турнірів було додано п'ять бонусних балів.
| Кошик 1                                                                | Кошик 2                                                                   | Кошик 3                                                   | Кошик 4                                                                        |
| ---------------------------------------------------------------------- | ------------------------------------------------------------------------- | --------------------------------------------------------- | ------------------------------------------------------------------------------ |
| - Аргентина (Господар/A1) - Уругвай - США - Франція - Сенегал - Італія | - Англія - Південна Корея - Нова Зеландія - Бразилія - Еквадор - Колумбія | - Нігерія - Узбекистан - Японія - Ірак - Гондурас - Фіджі | - Гватемала - Домініканська Республіка - Гамбія - Ізраїль - Словаччина - Туніс |

Жеребкування почалося з того, що господаря автоматично внесли до А1. Першими були жеребковані команди з першого кошика та посіли перші місця у своїх групах. Потім було жеребковано команди з кошика 2, потім кошики 3 і 4, кожна команда також посідала одну з позицій у своїй групі. Жодна група не могла містити більше однієї команди від кожної конфедерації. Церемонію представила Саманта Джонсон і провів директор з турнірів ФІФА Хайме Ярза, а колишні футболісти Хуан Пабло Сорін з Аргентини та Давід Трезеге з Франції були асистентами під час жеребкування.
За результатами жеребкування визначили наступні групи:
| Поз | Збірна        |
| --- | ------------- |
| A1  | Аргентина     |
| A2  | Узбекистан    |
| A3  | Гватемала     |
| A4  | Нова Зеландія |

| Поз | Збірна     |
| --- | ---------- |
| B1  | США        |
| B2  | Еквадор    |
| B3  | Фіджі      |
| B4  | Словаччина |

| Поз | Збірна   |
| --- | -------- |
| C1  | Сенегал  |
| C2  | Японія   |
| C3  | Ізраїль  |
| C4  | Колумбія |

| Поз | Збірна                   |
| --- | ------------------------ |
| D1  | Італія                   |
| D2  | Бразилія                 |
| D3  | Нігерія                  |
| D4  | Домініканська Республіка |

| Поз | Збірна  |
| --- | ------- |
| E1  | Уругвай |
| E2  | Ірак    |
| E3  | Англія  |
| E4  | Туніс   |

| Поз | Збірна         |
| --- | -------------- |
| F1  | Франція        |
| F2  | Південна Корея |
| F3  | Гамбія         |
| F4  | Гондурас       |

## Арбітри
Для обслуговування матчів молодіжного чемпіонату було запрошено дев'ятнадцять арбітрів, в тому числі по два асистенти), шість допоміжних арбітрів та вісімнадцять відеоасистентів арбітра.
| Конфедерація | Арбітри                    | Асистенти арбітра                                                         | Відеоасистент арбітра                                                                         | Резервний арбітр       |
| ------------ | -------------------------- | ------------------------------------------------------------------------- | --------------------------------------------------------------------------------------------- | ---------------------- |
| АФК          | Юсуке Аракі                | Джун Міхара Такумі Такагі                                                 | Ахмад Мухаммад Дарвіш Кім Чжон Хьок Сівакорн Пу-удом                                          | Ахмад Аль-Алі          |
| АФК          | Мохаммед Аль-Хоїш          | Халаф Заїд Аш-Шаммарі Ясір Абдулла Ас-Султан                              | Ахмад Мухаммад Дарвіш Кім Чжон Хьок Сівакорн Пу-удом                                          | Ахмад Аль-Алі          |
| АФК          | Салман Фалахі              | Рамзан Саїд Ан-Нуаймі Маджид Худайріс Аш-Шаммарі                          | Ахмад Мухаммад Дарвіш Кім Чжон Хьок Сівакорн Пу-удом                                          | Ахмад Аль-Алі          |
| КАФ          | Мохамед Мааруф             | Закарія Бурінсі Аббас Акрам Зархуні                                       | Хамза Аль-Фарик Умар Ахмад Абдулрахім Аш-Шінаві                                               | Абдулазіз Мухаммад Бух |
| КАФ          | Абонгіле Том               | Іванільдо Мейреллес де Олівейра Санчес Лопес Бельміро душ Рейс Монтенегро | Хамза Аль-Фарик Умар Ахмад Абдулрахім Аш-Шінаві                                               | Абдулазіз Мухаммад Бух |
| КАФ          | Ісса Сі                    | Ноуха Бангура Аду Герман Дезіре Нго                                       | Хамза Аль-Фарик Умар Ахмад Абдулрахім Аш-Шінаві                                               | Абдулазіз Мухаммад Бух |
| КОНКАКАФ     | Марко Антоніо Ортіс Нава   | Енріке Ісаак Бустос Діас Хорхе Антоніо Санчес Еспіноза                    | Адонай Ескобедо Татьяна Гусман Тімоті Форд                                                    | Браян Лопес            |
| КОНКАКАФ     | Хуан Габріель Кальдерон    | Вільям Аррієта Генрі Пупіро                                               | Адонай Ескобедо Татьяна Гусман Тімоті Форд                                                    | Браян Лопес            |
| КОНКАКАФ     | Ошане Нейшен               | Джей Дюхані Джассет Керр-Вілсон                                           | Адонай Ескобедо Татьяна Гусман Тімоті Форд                                                    | Браян Лопес            |
| КОНМЕБОЛ     | Рамон Абатті               | Рафаель да Сілва Алвес Гільєрме Діас Каміло                               | Герман Делфіно Родольфо Тоскі Хуан Лара Карлос Орбе                                           | Єндер Еррера           |
| КОНМЕБОЛ     | П'єро Маса                 | Клаудіо Уррутія Алехандро Моліна                                          | Герман Делфіно Родольфо Тоскі Хуан Лара Карлос Орбе                                           | Єндер Еррера           |
| КОНМЕБОЛ     | Джон Оспіна                | Джон Леон Джон Галлего                                                    | Герман Делфіно Родольфо Тоскі Хуан Лара Карлос Орбе                                           | Єндер Еррера           |
| КОНМЕБОЛ     | Яель Фалькон Перес         | Максиміліано Дель Єссо Факундо Родрігес                                   | Герман Делфіно Родольфо Тоскі Хуан Лара Карлос Орбе                                           | Єндер Еррера           |
| ОФК          | Кемпбелл-Кірк Кавана-Во    | Фоліо Моеакі Бернард Мутукера                                             |                                                                                               | Вір Сінгх              |
| УЄФА         | Франсуа Летексьє           | Сиріл Муньє Мегді Рахмуні                                                 | Луїш Годінью Денніс Хіглер Алеандро ді Паоло Віллі Деладж Гільєрмо Квадра Фернандес Федаї Сан | Донатас Румшас         |
| УЄФА         | Сердар Гезюбююк            | Ервін Зейнстра Йоган Бальдер                                              | Луїш Годінью Денніс Хіглер Алеандро ді Паоло Віллі Деладж Гільєрмо Квадра Фернандес Федаї Сан | Донатас Румшас         |
| УЄФА         | Хосе Марія Санчес Мартінес | Рауль Кабанеро Мартінес Іньїго Прієто Лопес де Серайн                     | Луїш Годінью Денніс Хіглер Алеандро ді Паоло Віллі Деладж Гільєрмо Квадра Фернандес Федаї Сан | Донатас Румшас         |
| УЄФА         | Гленн Нюберг               | Махбод Бейгі Андреас Седерквіст                                           | Луїш Годінью Денніс Хіглер Алеандро ді Паоло Віллі Деладж Гільєрмо Квадра Фернандес Федаї Сан | Донатас Румшас         |
| УЄФА         | Халіл Умут Мелер           | Мустафа Емре Ейсой Керем Ерсой                                            | Луїш Годінью Денніс Хіглер Алеандро ді Паоло Віллі Деладж Гільєрмо Квадра Фернандес Федаї Сан | Донатас Румшас         |

## Склади
До участі у змаганнях допускаються гравці, які народилися з 1 січня 2003 року або після цього дня та до 31 грудня 2007 року.
Кожна команда має назвати попередній склад команди між 22 і 50 гравцями. З попереднього складу, команда повинна назвати кінцеву заявку з 21 гравця (троє з яких повинні бути воротарями) до кінцевого терміну FIFA. Гравців у кінцевій заявці можна замінити гравцем з попереднього складу через серйозну травму або хворобу до 24 годин до початку першого матчу команди.

## Груповий етап
Дві найкращі команди кожної групи та чотири найкращі команди, що посіли треті місця, вийдуть до 1/8 фіналу.
Увесь час вказано за місцевим часом Аргентини (UTC−03:00).

### Тай-брейки
Позиції команд у кожній групі були визначені за такими показниками (стаття 17.7 регламенту):
1. очки, отримані у всіх групових матчах;
2. різниця м'ячів у всіх матчах групи;
3. кількість забитих м'ячів у всіх матчах групи;

Якщо дві або більше команд були рівні за трьома вищезазначеними критеріями, їх рейтинги визначалися за:
1. очки, отримані в групових матчах між відповідними командами;
2. різниця м'ячів у групових матчах між відповідними командами;
3. кількість голів, забитих у групових матчах між відповідними командами;
4. балів за чесну гру:   - перша жовта картка: мінус одне очко;
  - непряма червона картка (друга жовта картка): мінус три очки;
  - пряма червона картка: мінус чотири очки;
  - жовта картка і пряма червона картка: мінус п'ять очок;
5. жеребкування Оргкомітетом ФІФА.

### Група А
| Поз | Команда       | І | В | Н | П | ГЗ | ГП | РГ | О | Кваліфікація |
| --- | ------------- | - | - | - | - | -- | -- | -- | - | ------------ |
| 1   | Аргентина (H) | 3 | 3 | 0 | 0 | 10 | 1  | +9 | 9 | Плей-оф      |
| 2   | Узбекистан    | 3 | 1 | 1 | 1 | 5  | 4  | +1 | 4 | Плей-оф      |
| 3   | Нова Зеландія | 3 | 1 | 1 | 1 | 3  | 7  | −4 | 4 | Плей-оф      |
| 4   | Гватемала     | 3 | 0 | 0 | 3 | 0  | 6  | −6 | 0 |              |

| 20 травня 2023 15:00 |

| Гватемала | 0–1      | Нова Зеландія |
| --------- | -------- | ------------- |
|           | Протокол | Гарбетт 80'   |

| Естадіо Уніко Мадре де Сьюдадес, Сантьяго-дель-Естеро Глядачів: 15,100 Арбітр: Абонгіле Том (Південна Африка) |

| 20 травня 2023 18:00 |

| Аргентина                 | 2–1      | Узбекистан       |
| ------------------------- | -------- | ---------------- |
| - Веліс 27' - Карбоні 41' | Протокол | Махамаджонов 23' |

| Естадіо Уніко Мадре де Сьюдадес, Сантьяго-дель-Естеро Глядачів: 37,233 Арбітр: Франсуа Летексьє (Франція) |

| 23 травня 2023 15:00 |

| Узбекистан                      | 2–2      | Нова Зеландія              |
| ------------------------------- | -------- | -------------------------- |
| - Файзуллаєв 51' - Есанов 90+3' | Протокол | - Воллес 23' - Гердман 41' |

| Естадіо Уніко Мадре де Сьюдадес, Сантьяго-дель-Естеро Глядачів: 12,243 Арбітр: Ошане Нейшен (Ямайка) |

| 23 травня 2023 18:00 |

| Аргентина                                | 3–0      | Гватемала |
| ---------------------------------------- | -------- | --------- |
| - Веліс 17' - Ромеро 65' - Перроне 90+8' | Протокол |           |

| Естадіо Уніко Мадре де Сьюдадес, Сантьяго-дель-Естеро Глядачів: 37,033 Арбітр: Халіл Умут Мелер (Туреччина) |

| 26 травня 2023 18:00 |

| Узбекистан         | 2–0      | Гватемала |
| ------------------ | -------- | --------- |
| Немаджонов 9', 20' | Протокол |           |

| Естадіо Уніко Мадре де Сьюдадес, Сантьяго-дель-Естеро Глядачів: 15,357 Арбітр: Мохамед Мааруф (Єгипет) |

| 26 травня 2023 18:00 |

| Нова Зеландія | 0–5      | Аргентина                                                                      |
| ------------- | -------- | ------------------------------------------------------------------------------ |
|               | Протокол | - Маестро Пуч 14' - Інфантіно 17' - Ромеро 35' - Агірре 50' (пен.) - Веліс 87' |

| Сан-Хуан дель Бісентенаріо, Сан-Хуан Глядачів: 27,836 Арбітр: Салман Фалахі (Катар) |

### Група B
| Поз | Команда    | І | В | Н | П | ГЗ | ГП | РГ  | О | Кваліфікація |
| --- | ---------- | - | - | - | - | -- | -- | --- | - | ------------ |
| 1   | США        | 3 | 3 | 0 | 0 | 6  | 0  | +6  | 9 | Плей-оф      |
| 2   | Еквадор    | 3 | 2 | 0 | 1 | 11 | 2  | +9  | 6 | Плей-оф      |
| 3   | Словаччина | 3 | 1 | 0 | 2 | 5  | 4  | +1  | 3 | Плей-оф      |
| 4   | Фіджі      | 3 | 0 | 0 | 3 | 0  | 16 | −16 | 0 |              |

| 20 травня 2023 15:00 |

| США         | 1–0      | Еквадор |
| ----------- | -------- | ------- |
| Гомес 90+3' | Протокол |         |

| Естадіо Сан-Хуан дель Бісентенаріо, Сан-Хуан Глядачів: 14,865 Арбітр: Салман Фалахі (Катар) |

| 20 травня 2023 18:00 |

| Фіджі | 0–4      | Словаччина                                       |
| ----- | -------- | ------------------------------------------------ |
|       | Протокол | - Гажі 17' - Шолгай 25' - Гайдош 70' - Ямбор 79' |

| Естадіо Сан-Хуан дель Бісентенаріо, Сан-Хуан Глядачів: 9,359 Арбітр: Ісса Сі (Сенегал) |

| 23 травня 2023 15:00 |

| США                                   | 3–0      | Фіджі |
| ------------------------------------- | -------- | ----- |
| - Луна 66' - Ковелл 88' - Вайлі 90+9' | Протокол |       |

| Естадіо Сан-Хуан дель Бісентенаріо, Сан-Хуан Глядачів: 8,017 Арбітр: Мохамед Мааруф (Єгипт) |

| 23 травня 2023 18:00 |

| Еквадор                     | 2–1      | Словаччина |
| --------------------------- | -------- | ---------- |
| - Куеро 45+1' - Клінгер 59' | Протокол | Шолгай 29' |

| Естадіо Сан-Хуан дель Бісентенаріо, Сан-Хуан Глядачів: 13,919 Арбітр: Мохаммед Аль-Хоїш (Саудівська Аравія) |

| 26 травня 2023 15:00 |

| Еквадор                                                                                                 | 9–0      | Фіджі |
| --- | -------- | ----- |
| - Паес 7' - Клінгер 34' - Куеро 36', 45+6' - Мінда 66', 85' - Чамба 89' - Самбрано 90+6' (пен.), 90+10' | Протокол |       |

| Естадіо Уніко Мадре де Сьюдадес, Сантьяго-дель-Естеро Глядачів: 9,958 Арбітр: Юсуке Аракі (Японія) |

| 26 травня 2023 15:00 |

| Словаччина | 0–2      | США                          |
| ---------- | -------- | ---------------------------- |
|            | Протокол | - Ковелл 38' - Цакіріс 90+6' |

| Естадіо Сан-Хуан дель Бісентенаріо, Сан-Хуан Глядачів: 15,059 Арбітр: Рамон Абатті (Бразилія) |

### Група C
| Поз | Команда  | І | В | Н | П | ГЗ | ГП | РГ | О | Кваліфікація |
| --- | -------- | - | - | - | - | -- | -- | -- | - | ------------ |
| 1   | Колумбія | 3 | 2 | 1 | 0 | 5  | 3  | +2 | 7 | Плей-оф      |
| 2   | Ізраїль  | 3 | 1 | 1 | 1 | 4  | 4  | 0  | 4 | Плей-оф      |
| 3   | Японія   | 3 | 1 | 0 | 2 | 3  | 4  | −1 | 3 |              |
| 4   | Сенегал  | 3 | 0 | 2 | 1 | 2  | 3  | −1 | 2 |              |

| 21 травня 2023 15:00 |

| Ізраїль             | 1–2      | Колумбія                         |
| ------------------- | -------- | -------------------------------- |
| Тургеман 57' (пен.) | Протокол | - Кортес 74' (пен.) - Пуерта 90' |

| Естадіо Уніко Дієго Армандо Марадона, Ла-Плата Глядачів: 7,613 Арбітр: Хуан Габріель Кальдерон (Коста-Рика) |

| 21 травня 2023 18:00 |

| Сенегал | 0–1      | Японія     |
| ------- | -------- | ---------- |
|         | Протокол | Мацукі 15' |

| Естадіо Уніко Дієго Армандо Марадона, Ла-Плата Глядачів: 8,625 Арбітр: Сердар Гезюбююк (Нідерланди) |

| 24 травня 2023 15:00 |

| Сенегал  | 1–1      | Ізраїль          |
| -------- | -------- | ---------------- |
| Діоп 80' | Протокол | Н'Діайє 58' (аг) |

| Естадіо Уніко Дієго Армандо Марадона, Ла-Плата Глядачів: 2,078 Арбітр: Яель Фалькон Перес (Аргентина) |

| 24 травня 2023 18:00 |

| Японія    | 1–2      | Колумбія                    |
| --------- | -------- | --------------------------- |
| Ямане 30' | Протокол | - Аспрілья 53' - Анхель 59' |

| Естадіо Уніко Дієго Армандо Марадона, Ла-Плата Глядачів: 3,768 Арбітр: Хосе Марія Санчес Мартінес (Іспанія) |

| 27 травня 2023 18:00 |

| Колумбія     | 1–1      | Сенегал    |
| ------------ | -------- | ---------- |
| Кортес 90+5' | Протокол | Камара 30' |

| Естадіо Уніко Дієго Армандо Марадона, Ла-Плата Глядачів: 15,825 Арбітр: Халіл Умут Мелер (Туреччина) |

| 27 травня 2023 18:00 |

| Японія         | 1–2      | Ізраїль                   |
| -------------- | -------- | ------------------------- |
| Сакамото 45+1' | Протокол | - Наві 76' - Сеніор 90+2' |

| Мальвінас Архентінас, Мендоса Глядачів: 7,581 Арбітр: П'єро Маса (Чилі) |

### Група D
| Поз | Команда                  | І | В | Н | П | ГЗ | ГП | РГ  | О | Кваліфікація |
| --- | ------------------------ | - | - | - | - | -- | -- | --- | - | ------------ |
| 1   | Бразилія                 | 3 | 2 | 0 | 1 | 10 | 3  | +7  | 6 | Плей-оф      |
| 2   | Італія                   | 3 | 2 | 0 | 1 | 6  | 4  | +2  | 6 | Плей-оф      |
| 3   | Нігерія                  | 3 | 2 | 0 | 1 | 4  | 3  | +1  | 6 | Плей-оф      |
| 4   | Домініканська Республіка | 3 | 0 | 0 | 3 | 1  | 11 | −10 | 0 |              |

| 21 травня 2023 15:00 |

| Нігерія                             | 2–1      | Домініканська Республіка |
| ----------------------------------- | -------- | ------------------------ |
| - Де Пенья 31' (аг) - Сам.Лавал 71' | Протокол | Аскона 23' (пен.)        |

| Естадіо Мальвінас Аргентина, Мендоса Глядачів: 21,647 Арбітр: Юсуке Аракі (Японія) |

| 21 травня 2023 18:00 |

| Італія                                | 3–2      | Бразилія                 |
| ------------------------------------- | -------- | ------------------------ |
| - Праті 11' - Казадеї 28', 35' (пен.) | Протокол | Маркос Леонардо 72', 87' |

| Естадіо Мальвінас Аргентина, Мендоса Глядачів: 35,531 Арбітр: Марко Антоніо Ортіс Нава (Мексика) |

| 24 травня 2023 15:00 |

| Італія | 0–2      | Нігерія                        |
| ------ | -------- | ------------------------------ |
|        | Протокол | - Сал.Лавал 61' - Сандей 90+5' |

| Естадіо Мальвінас Аргентина, Мендоса Глядачів: 5,701 Арбітр: П'єро Маса (Чилі) |

| 24 травня 2023 18:00 |

| Бразилія                                                                                                  | 6–0      | Домініканська Республіка |
| --- | -------- | ------------------------ |
| - Савіо 37' - Маркос Леонардо 38' - Педросо 57' - Жіоване 82' - Марлон Гомес 90+2' - Матеус Мартінс 90+3' | Протокол |                          |

| Естадіо Мальвінас Аргентина, Мендоса Глядачів: 7,253 Арбітр: Франсуа Летексьє (Франція) |

| 27 травня 2023 15:00 |

| Бразилія                        | 2–0      | Нігерія |
| ------------------------------- | -------- | ------- |
| - Педросо 43' - Маркіньос 45+2' | Протокол |         |

| Естадіо Уніко Дієго Армандо Марадона, Ла-Плата Глядачів: 29,134 Арбітр: Сердар Гезюбююк (Нідерланди) |

| 27 травня 2023 15:00 |

| Домініканська Республіка | 0–3      | Італія                             |
| ------------------------ | -------- | ---------------------------------- |
|                          | Протокол | - Казадеї 19', 84' - Амброзіно 50' |

| Естадіо Мальвінас Аргентина, Мендоса Глядачів: 6,709 Арбітр: Мохаммед Аль-Хоїш (Саудівська Аравія) |

### Група E
| Поз | Команда | І | В | Н | П | ГЗ | ГП | РГ | О | Кваліфікація |
| --- | ------- | - | - | - | - | -- | -- | -- | - | ------------ |
| 1   | Англія  | 3 | 2 | 1 | 0 | 4  | 2  | +2 | 7 | Плей-оф      |
| 2   | Уругвай | 3 | 2 | 0 | 1 | 7  | 3  | +4 | 6 | Плей-оф      |
| 3   | Туніс   | 3 | 1 | 0 | 2 | 3  | 2  | +1 | 3 | Плей-оф      |
| 4   | Ірак    | 3 | 0 | 1 | 2 | 0  | 7  | −7 | 1 |              |

| 22 травня 2023 15:00 |

| Англія       | 1–0      | Туніс |
| ------------ | -------- | ----- |
| Скарлетт 25' | Протокол |       |

| Естадіо Уніко Дієго Армандо Марадона, Ла-Плата Глядачів: 2,765 Арбітр: Рамон Абатті (Бразилія) |

| 22 травня 2023 18:00 |

| Уругвай                                                       | 4–0      | Ірак |
| ------------------------------------------------------------- | -------- | ---- |
| - Абальдо 38' - Феррарі 48' - Хасан 62' (аг) - Маттурро 90+2' | Протокол |      |

| Естадіо Уніко Дієго Армандо Марадона, Ла-Плата Глядачів: 5,176 Арбітр: Гленн Нюберг (Швеція) |

| 25 травня 2023 15:00 |

| Уругвай                        | 2–3      | Англія                                     |
| ------------------------------ | -------- | ------------------------------------------ |
| - Гонсалес 49' - Абальдо 90+9' | Протокол | - Гамфріс 22' - Девайн 45+4' - Г`ябі 90+5' |

| Естадіо Уніко Дієго Армандо Марадона, Ла-Плата Глядачів: 27,231 Арбітр: Марко Антоніо Ортіс Нава (Мексика) |

| 25 травня 2023 18:00 |

| Ірак | 0–3      | Туніс                                              |
| ---- | -------- | -------------------------------------------------- |
|      | Протокол | - Снана 55' - Ель-Джебалі 57' - Горбель 86' (пен.) |

| Естадіо Уніко Дієго Армандо Марадона, Ла-Плата Глядачів: 8,021 Арбітр: Джон Оспіна (Колумбія) |

| 28 травня 2023 15:00 |

| Ірак | 0–0      | Англія |
| ---- | -------- | ------ |
|      | Протокол |        |

| Естадіо Уніко Дієго Армандо Марадона, Ла-Плата Глядачів: 12,122 Арбітр: Кемпбелл-Кірк Кавана-Во (Нова Зеландія) |

| 28 травня 2023 15:00 |

| Туніс | 0–1      | Уругвай               |
| ----- | -------- | --------------------- |
|       | Протокол | Гонсалес 90+3' (пен.) |

| Естадіо Мальвінас Аргентина, Мендоса Глядачів: 6,497 Арбітр: Хосе Марія Санчес Мартінес (Іспанія) |

### Група F
| Поз | Команда        | І | В | Н | П | ГЗ | ГП | РГ | О | Кваліфікація |
| --- | -------------- | - | - | - | - | -- | -- | -- | - | ------------ |
| 1   | Гамбія         | 3 | 2 | 1 | 0 | 4  | 2  | +2 | 7 | Плей-оф      |
| 2   | Південна Корея | 3 | 1 | 2 | 0 | 4  | 3  | +1 | 5 | Плей-оф      |
| 3   | Франція        | 3 | 1 | 0 | 2 | 5  | 5  | 0  | 3 |              |
| 4   | Гондурас       | 3 | 0 | 1 | 2 | 4  | 7  | −3 | 1 |              |

| 22 травня 2023 15:00 |

| Франція              | 1–2      | Південна Корея                 |
| -------------------- | -------- | ------------------------------ |
| Віржиньюс 70' (пен.) | Протокол | Лі Син Вон 22' Лі Янг Джун 64' |

| Естадіо Мальвінас Аргентина, Мендоса Глядачів: 2,671 Арбітр: Джон Оспіна (Колумбія) |

| 22 травня 2023 18:00 |

| Гамбія          | 2–1      | Гондурас    |
| --------------- | -------- | ----------- |
| Боджанг 1', 84' | Протокол | Асейтуно 5' |

| Естадіо Мальвінас Аргентина, Мендоса Глядачів: 3,147 Арбітр: Кемпбелл-Кірк Кавана-Во (Нова Зеландія) |

| 25 травня 2023 15:00 |

| Франція    | 1–2      | Гамбія                     |
| ---------- | -------- | -------------------------- |
| Одобер 61' | Протокол | Зукру 13' (аг) Саньянг 68' |

| Естадіо Мальвінас Аргентина, Мендоса Глядачів: 5,314 Арбітр: Хуан Габріель Кальдерон (Коста-Рика) |

| 25 травня 2023 18:00 |

| Південна Корея                  | 2–2      | Гондурас                      |
| ------------------------------- | -------- | ----------------------------- |
| Кім Йон Хак 58' Парк Син Хо 62' | Протокол | Руїс 22' (пен.) Кастильйо 51' |

| Естадіо Мальвінас Аргентина, Мендоса Глядачів: 6,851 Арбітр: Абонгіле Том (Південна Африка) |

| 28 травня 2023 18:00 |

| Гондурас  | 1–3      | Франція                         |
| --------- | -------- | ------------------------------- |
| Рамос 15' | Протокол | Віржиньюс 41', 60' Нзоуанго 77' |

| Естадіо Уніко Дієго Армандо Марадона, Ла-Плата Глядачів: 8,904 Арбітр: Ісса Сі (Сенегал) |

| 28 травня 2023 18:00 |

| Південна Корея | 0–0      | Гамбія |
| -------------- | -------- | ------ |
|                | Протокол |        |

| Естадіо Мальвінас Аргентина, Мендоса Глядачів: 7,463 Арбітр: Ошане Нейшен (Ямайка) |

### Рейтинг третіх місць
Чотири найкращі команди, які посіли треті місця у кожній з шести груп, вийшли в плей-оф чемпіонату.
| Поз | Груп | Команда       | І | В | Н | П | ГЗ | ГП | РГ | О | Кваліфікація |
| --- | ---- | ------------- | - | - | - | - | -- | -- | -- | - | ------------ |
| 1   | D    | Нігерія       | 3 | 2 | 0 | 1 | 4  | 3  | +1 | 6 | Плей-оф      |
| 2   | А    | Нова Зеландія | 3 | 1 | 1 | 1 | 3  | 7  | −4 | 4 | Плей-оф      |
| 3   | B    | Словаччина    | 3 | 1 | 0 | 2 | 5  | 4  | +1 | 3 | Плей-оф      |
| 4   | E    | Туніс         | 3 | 1 | 0 | 2 | 3  | 2  | +1 | 3 | Плей-оф      |
| 5   | F    | Франція       | 3 | 1 | 0 | 2 | 5  | 5  | 0  | 3 |              |
| 6   | C    | Японія        | 3 | 1 | 0 | 2 | 3  | 4  | −1 | 3 |              |

У наступному етапі чотири команди, які посіли треті місця, зіграють з переможцями груп A, B, C і D згідно з регламентом турніру.

## Плей-оф
|  | 1/8 фіналу                      | 1/8 фіналу                      |                                 |   | Чвертьфінали        | Чвертьфінали        |                      |                      | Півфінали | Півфінали |  |  | Фінал | Фінал |
|  |                                 |                                 |                                 |   |                     |                     |                      |                      |           |           |  |  |       |       |
|  | 30 травня – Мендоса             |                                 |                                 |   |                     |                     |                      |                      |           |           |  |  |       |       |
|  |                                 |                                 |                                 |   |                     |                     |                      |                      |           |           |  |  |       |       |
|  | США                             | 4                               |                                 |   |                     |                     |                      |                      |           |           |  |  |       |       |
|  | США                             | 4                               | 4 червня – Сантьяго дель Естеро |   |                     |                     |                      |                      |           |           |  |  |       |       |
|  | Нова Зеландія                   | 0                               |                                 |   |                     |                     |                      |                      |           |           |  |  |       |       |
|  | Нова Зеландія                   | 0                               | США                             | 0 |                     |                     |                      |                      |           |           |  |  |       |       |
|  | 1 червня – Сантьяго дель Естеро |                                 | США                             | 0 |                     |                     |                      |                      |           |           |  |  |       |       |
|  |                                 | Уругвай                         | 2                               |   |                     |                     |                      |                      |           |           |  |  |       |       |
|  | Гамбія                          | Уругвай                         | 2                               | 0 |                     |                     |                      |                      |           |           |  |  |       |       |
|  | Гамбія                          |                                 | 8 червня – Ла-Плата             | 0 |                     |                     |                      |                      |           |           |  |  |       |       |
|  | Уругвай                         | 1                               |                                 |   |                     |                     |                      |                      |           |           |  |  |       |       |
|  | Уругвай                         | 1                               | Уругвай                         | 1 |                     |                     |                      |                      |           |           |  |  |       |       |
|  | 30 травня – Мендоса             |                                 | Уругвай                         | 1 |                     |                     |                      |                      |           |           |  |  |       |       |
|  |                                 | Ізраїль                         | 0                               |   |                     |                     |                      |                      |           |           |  |  |       |       |
|  | Узбекистан                      | Ізраїль                         | 0                               | 0 |                     |                     |                      |                      |           |           |  |  |       |       |
|  | Узбекистан                      | 3 червня – Сан-Хуан             |                                 | 0 |                     |                     |                      |                      |           |           |  |  |       |       |
|  | Ізраїль                         | 1                               |                                 |   |                     |                     |                      |                      |           |           |  |  |       |       |
|  | Ізраїль                         | 1                               | Ізраїль дч                      | 3 |                     |                     |                      |                      |           |           |  |  |       |       |
|  | 31 травня – Ла-Плата            |                                 | Ізраїль дч                      | 3 |                     |                     |                      |                      |           |           |  |  |       |       |
|  |                                 | Бразилія                        | 2                               |   |                     |                     |                      |                      |           |           |  |  |       |       |
|  | Бразилія                        | Бразилія                        | 2                               | 4 |                     |                     |                      |                      |           |           |  |  |       |       |
|  | Бразилія                        |                                 | 11 червня – Ла-Плата            | 4 |                     |                     |                      |                      |           |           |  |  |       |       |
|  | Туніс                           | 1                               |                                 |   |                     |                     |                      |                      |           |           |  |  |       |       |
|  | Туніс                           | 1                               | Уругвай                         | 1 |                     |                     |                      |                      |           |           |  |  |       |       |
|  | 31 травня – Сан-Хуан            |                                 | Уругвай                         | 1 |                     |                     |                      |                      |           |           |  |  |       |       |
|  |                                 | Італія                          | 0                               |   |                     |                     |                      |                      |           |           |  |  |       |       |
|  | Колумбія                        | Італія                          | 0                               | 5 |                     |                     |                      |                      |           |           |  |  |       |       |
|  | Колумбія                        | 3 червня – Сан-Хуан             |                                 | 5 |                     |                     |                      |                      |           |           |  |  |       |       |
|  | Словаччина                      | 1                               |                                 |   |                     |                     |                      |                      |           |           |  |  |       |       |
|  | Словаччина                      | 1                               | Колумбія                        | 1 |                     |                     |                      |                      |           |           |  |  |       |       |
|  | 31 травня – Ла-Плата            |                                 | Колумбія                        | 1 |                     |                     |                      |                      |           |           |  |  |       |       |
|  |                                 | Італія                          | 3                               |   |                     |                     |                      |                      |           |           |  |  |       |       |
|  | Англія                          | Італія                          | 3                               | 1 |                     |                     |                      |                      |           |           |  |  |       |       |
|  | Англія                          |                                 | 8 червня – Ла-Плата             | 1 |                     |                     |                      |                      |           |           |  |  |       |       |
|  | Італія                          | 2                               |                                 |   |                     |                     |                      |                      |           |           |  |  |       |       |
|  | Італія                          | 2                               | Італія                          | 2 |                     |                     |                      |                      |           |           |  |  |       |       |
|  | 1 червня – Сантьяго дель Естеро |                                 | Італія                          | 2 |                     |                     |                      |                      |           |           |  |  |       |       |
|  |                                 | Південна Корея                  | 1                               |   | Матч за третє місце | Матч за третє місце |                      |                      |           |           |  |  |       |       |
|  | Еквадор                         | Південна Корея                  | 1                               | 2 | Матч за третє місце | Матч за третє місце |                      |                      |           |           |  |  |       |       |
|  | Еквадор                         | 4 червня – Сантьяго дель Естеро | 4 червня – Сантьяго дель Естеро | 2 |                     |                     | 11 червня – Ла-Плата | 11 червня – Ла-Плата |           |           |  |  |       |       |
|  | Південна Корея                  | 4 червня – Сантьяго дель Естеро | 4 червня – Сантьяго дель Естеро | 3 |                     |                     | 11 червня – Ла-Плата | 11 червня – Ла-Плата |           |           |  |  |       |       |
|  | Південна Корея                  | Південна Корея дч               | 1                               | 3 | Ізраїль             | 3                   |                      |                      |           |           |  |  |       |       |
|  | 31 травня – Сан-Хуан            | Південна Корея дч               | 1                               |   | Ізраїль             | 3                   |                      |                      |           |           |  |  |       |       |
|  |                                 | Нігерія                         | 0                               |   | Південна Корея      | 1                   |                      |                      |           |           |  |  |       |       |
|  | Аргентина                       | Нігерія                         | 0                               | 0 | Південна Корея      | 1                   |                      |                      |           |           |  |  |       |       |
|  | Аргентина                       |                                 |                                 | 0 |                     |                     |                      |                      |           |           |  |  |       |       |
|  | Нігерія                         | 2                               |                                 |   |                     |                     |                      |                      |           |           |  |  |       |       |
|  | Нігерія                         | 2                               |                                 |   |                     |                     |                      |                      |           |           |  |  |       |       |

### 1/8 фіналу
| 30 травня 2023 14:30 |

| США                                              | 4–0      | Нова Зеландія |
| ------------------------------------------------ | -------- | ------------- |
| - Вольфф 14' - Ковелл 61' - Че 75' - Пукштас 82' | Протокол |               |

| Естадіо Мальвінас Аргентина, Мендоса Глядачів: 7,848 Арбітр: Мохамед Мааруф (Єгипет) |

| 30 травня 2023 18:00 |

| Узбекистан | 0–1      | Ізраїль      |
| ---------- | -------- | ------------ |
|            | Протокол | Халілі 90+7' |

| Естадіо Мальвінас Аргентина, Мендоса Глядачів: 10,492 Арбітр: Яель Фалькон Перес (Аргентина) |

| 31 травня 2023 14:30 |

| Бразилія                                                                        | 4–1      | Туніс          |
| ------------------------------------------------------------------------------- | -------- | -------------- |
| - Маркос Леонардо 11' (пен.) - Андрей Сантос 31', 90+10' - Матеус Мартінс 90+1' | Протокол | Горбель 90+13' |

| Естадіо Уніко Дієго Армандо Марадона, Ла-Плата Глядачів: 9,175 Арбітр: Халіл Умут Мелер (Туреччина) |

| 31 травня 2023 14:30 |

| Колумбія                                             | 5–1      | Словаччина |
| ---------------------------------------------------- | -------- | ---------- |
| - Кортес 48', 90+4' - Аспрілья 50' - Анхель 52', 63' | Протокол | Ямбор 87'  |

| Сан-Хуан дель Бісентенаріо, Сан-Хуан Глядачів: 4,630 Арбітр: Мохаммед Аль-Хоїш (Саудівська Аравія) |

| 31 травня 2023 18:00 |

| Англія     | 1–2      | Італія                              |
| ---------- | -------- | ----------------------------------- |
| Девайн 24' | Протокол | - Бальданці 8' - Казадеї 87' (пен.) |

| Естадіо Уніко Дієго Армандо Марадона, Ла-Плата Глядачів: 12,832 Арбітр: Рамон Абатті (Бразилія) |

| 31 травня 2023 18:00 |

| Аргентина | 0–2      | Нігерія                      |
| --------- | -------- | ---------------------------- |
|           | Протокол | - Мухаммад 61' - Саркі 90+1' |

| Сан-Хуан дель Бісентенаріо, Сан-Хуан Глядачів: 27,179 Арбітр: Гленн Нюберг (Швеція) |

| 1 червня 2023 14:30 |

| Гамбія | 0–1      | Уругвай    |
| ------ | -------- | ---------- |
|        | Протокол | Дуарте 65' |

| Естадіо Уніко Мадре де Сьюдадес, Сантьяго-дель-Естеро Глядачів: 7,644 Арбітр: Франсуа Летексьє (Франція) |

| 1 червня 2023 18:00 |

| Еквадор                           | 2–3      | Південна Корея                                        |
| --------------------------------- | -------- | ----------------------------------------------------- |
| - Куеро 36' (пен.) - Гонсалес 84' | Протокол | - Лі Янг Джун 11' - Бе Джун Хо 19' - Чой Сок Хьон 48' |

| Естадіо Уніко Мадре де Сьюдадес, Сантьяго-дель-Естеро Глядачів: 12,492 Арбітр: Ошане Нейшен (Ямайка) |

### Чвертьфінали
| 3 червня 2023 14:30 |

| Ізраїль                                    | 3–2 (дч) | Бразилія                                     |
| ------------------------------------------ | -------- | -------------------------------------------- |
| - Халілі 60' - Шиблі 93' - Тургеман 105+3' | Протокол | - Маркос Леонардо 56' - Матеус Насіменту 91' |

| Сан-Хуан дель Бісентенаріо, Сан-Хуан Глядачів: 1,765 Арбітр: Хуан Габріель Кальдерон (Коста-Рика) |

| 3 червня 2023 18:00 |

| Колумбія   | 1–3      | Італія                                      |
| ---------- | -------- | ------------------------------------------- |
| Торрес 49' | Протокол | - Казадеї 9' - Бальданці 38' - Еспозіто 46' |

| Сан-Хуан дель Бісентенаріо, Сан-Хуан Глядачів: 3,167 Арбітр: Салман Фалахі ( Катар) |

| 4 червня 2023 14:30 |

| Південна Корея   | 1–0 (дч) | Нігерія |
| ---------------- | -------- | ------- |
| Чой Сок Хьон 95' | Протокол |         |

| Естадіо Уніко Мадре де Сьюдадес, Сантьяго-дель-Естеро Глядачів: 10,298 Арбітр: Хосе Марія Санчес Мартінес (Іспанія) |

| 4 червня 2023 18:00 |

| США | 0–2      | Уругвай                        |
| --- | -------- | ------------------------------ |
|     | Протокол | - Дуарте 21' - Віндер 56' (аг) |

| Естадіо Уніко Мадре де Сьюдадес, Сантьяго-дель-Естеро Глядачів: 18,474 Арбітр: Сердар Гезюбююк (Нідерланди) |

### Півфінали
| 8 червня 2023 14:30 |

| Уругвай    | 1–0      | Ізраїль |
| ---------- | -------- | ------- |
| Дуарте 61' | Протокол |         |

| Естадіо Уніко Дієго Армандо Марадона, Ла-Плата Глядачів: 27,860 Арбітр: Хосе Марія Санчес Мартінес (Іспанія) |

| 8 червня 2023 18:00 |

| Італія                      | 2–1      | Південна Корея        |
| --------------------------- | -------- | --------------------- |
| - Казадеї 14' - Пафунді 86' | Протокол | Лі Син Вон 23' (пен.) |

| Естадіо Уніко Дієго Армандо Марадона, Ла-Плата Глядачів: 20,998 Арбітр: Яель Фалькон Перес (Аргентина) |

### Матч за третє місце
| 11 червня 2023 14:30 |

| Ізраїль                            | 3–1      | Південна Корея        |
| ---------------------------------- | -------- | --------------------- |
| Беньямін 19' Сеніор 76' Халілі 85' | Протокол | Лі Син Вон 24' (пен.) |

| Естадіо Уніко Дієго Армандо Марадона, Ла-Плата Глядачів: 15,327 Арбітр: Рамон Абатті (Бразилія) |

### Фінал
| 11 червня 2023 18:00 |

| Уругвай         | 1–0      | Італія |
| --------------- | -------- | ------ |
| Л. Родрігес 86' | Протокол |        |

| Естадіо Уніко Дієго Армандо Марадона, Ла-Плата Глядачів: 38,297 Арбітр: Гленн Нюберг (Швеція) |

## Підсумкова таблиця
| Поз | Команда                  | І | В | Н | П | ГЗ | ГП | РГ  | О  | Підсумкове місце               |
| --- | ------------------------ | - | - | - | - | -- | -- | --- | -- | ------------------------------ |
| 1   | Уругвай                  | 7 | 6 | 0 | 1 | 12 | 3  | +9  | 18 | Чемпіон                        |
| 2   | Італія                   | 7 | 5 | 0 | 2 | 13 | 8  | +5  | 15 | Фіналіст                       |
| 3   | Ізраїль                  | 7 | 4 | 1 | 2 | 11 | 8  | +3  | 13 | Бронзовий призер               |
| 4   | Південна Корея           | 7 | 3 | 2 | 2 | 10 | 10 | 0   | 11 | 4 місце                        |
|     |                          |   |   |   |   |    |    |     |    |                                |
| 5   | США                      | 5 | 4 | 0 | 1 | 10 | 2  | +8  | 12 | Вибули в чвертьфіналі          |
| 6   | Колумбія                 | 5 | 3 | 1 | 1 | 11 | 7  | +4  | 10 | Вибули в чвертьфіналі          |
| 7   | Бразилія                 | 5 | 3 | 0 | 2 | 16 | 7  | +9  | 9  | Вибули в чвертьфіналі          |
| 8   | Нігерія                  | 5 | 3 | 0 | 2 | 6  | 4  | +2  | 9  | Вибули в чвертьфіналі          |
|     |                          |   |   |   |   |    |    |     |    |                                |
| 9   | Аргентина (H)            | 4 | 3 | 0 | 1 | 10 | 3  | +7  | 9  | Вибули в 1/8 фіналу            |
| 10  | Англія                   | 4 | 2 | 1 | 1 | 5  | 4  | +1  | 7  | Вибули в 1/8 фіналу            |
| 11  | Гамбія                   | 4 | 2 | 1 | 1 | 4  | 3  | +1  | 7  | Вибули в 1/8 фіналу            |
| 12  | Еквадор                  | 4 | 2 | 0 | 2 | 13 | 5  | +8  | 6  | Вибули в 1/8 фіналу            |
| 13  | Узбекистан               | 4 | 1 | 1 | 2 | 5  | 5  | 0   | 4  | Вибули в 1/8 фіналу            |
| 14  | Нова Зеландія            | 4 | 1 | 1 | 2 | 3  | 11 | −8  | 4  | Вибули в 1/8 фіналу            |
| 15  | Туніс                    | 4 | 1 | 0 | 3 | 4  | 6  | −2  | 3  | Вибули в 1/8 фіналу            |
| 16  | Словаччина               | 4 | 1 | 0 | 3 | 6  | 9  | −3  | 3  | Вибули в 1/8 фіналу            |
|     |                          |   |   |   |   |    |    |     |    |                                |
| 17  | Франція                  | 3 | 1 | 0 | 2 | 5  | 5  | 0   | 3  | Вибули після групового турніру |
| 18  | Японія                   | 3 | 1 | 0 | 2 | 3  | 4  | −1  | 3  | Вибули після групового турніру |
| 19  | Сенегал                  | 3 | 0 | 2 | 1 | 2  | 3  | −1  | 2  | Вибули після групового турніру |
| 20  | Гондурас                 | 3 | 0 | 1 | 2 | 4  | 7  | −3  | 1  | Вибули після групового турніру |
| 21  | Ірак                     | 3 | 0 | 1 | 2 | 0  | 7  | −7  | 1  | Вибули після групового турніру |
| 22  | Гватемала                | 3 | 0 | 0 | 3 | 0  | 6  | −6  | 0  | Вибули після групового турніру |
| 23  | Домініканська Республіка | 3 | 0 | 0 | 3 | 1  | 11 | −10 | 0  | Вибули після групового турніру |
| 24  | Фіджі                    | 3 | 0 | 0 | 3 | 0  | 16 | −16 | 0  | Вибули після групового турніру |

## Нагороди
| Золотий м'яч                         | Срібний м'яч                          | Бронзовий м'яч                    |
| ------------------------------------ | ------------------------------------- | --------------------------------- |
| Чезаре Казадеї                       | Алан Маттурро                         | Лі Син Вон                        |
| Золота бутса                         | Срібна бутса                          | Бронзова бутса                    |
| Чезаре Казадеї (7 голів, 2 передачі) | Маркос Леонардо (5 голів, 1 передача) | Оскар Кортес (4 голи, 2 передачі) |
| Золота рукавиця                      |                                       |                                   |
| Себастьяно Депланш                   |                                       |                                   |
| Нагорода чесної гри                  |                                       |                                   |
| США                                  |                                       |                                   |

## Спонсори чемпіонату
- Adidas[25]
- Coca-Cola
- Hyundai Motor Group
- Wanda Group[26]
- Visa